# Happy Little Pill
«Happy Little Pill» es el sencillo debut cantante y compositor australiano Troye Sivan de su EP TRXYE (2014). Se lanzó digitalmente el 25 de julio de 2014. La canción fue escrita por Troye Sivan, Brandon Rogers y Tat Tong.
Alcanzó el número 10 en la lista de sencillos de Australia ARIA y fue certificado oro por la Asociación Australiana por ventas superiores a 35.000 copias.

## Antecedentes
Sivan dijo que «Happy Little Pill» es una canción «que trata de la soledad y las diferentes formas en que las personas hacen frente a las cosas que están sucediendo en sus vidas». También declaró: «Escribí esta canción durante un momento difícil para alguien muy cercano a mí y para mí, y todavía significa tanto como el día en que la escribí».

## Video musical
Troye Sivan publicó un video musical para acompañar el lanzamiento de «Happy Little Pill» en su página de Vevo en YouTube. Fue dirigido por Jeremy Koren.

## Recepción crítica
«Happy Little Pill» ha sido aclamada por los críticos de música contemporánea. Mike Wass de Idolator elogió la canción y dijo: «es un himno pop sorprendentemente maduro (y oscuro)». Abby Abrams de TIME elogió la letra y la producción de la canción, y comentó: «parece preparada para llevar al adolescente a las grandes ligas, con letras melancólicas y un sonido electrónico downtempo que emite un mundo-ambiente cansado». Platform llamó al sencillo «una canción de synth pop contagiosa y melancólica que seguramente se hará cargo de las pistas de baile de todo el mundo» y alabó su "profunda letra".

## Posicionamiento en listas
| Listas (2015-2016)                 | Mejor posición |
| ---------------------------------- | -------------- |
| Alemania (Media Control Charts)    | 87             |
| Australia (ARIA)                   | 10             |
| Austria (Ö3 Austria Top 40)        | 47             |
| Bélgica (Ultratop) Flanders        | 45             |
| Canadá (Canadian Hot 100)          | 50             |
| Dinamarca (Tracklisten)            | 11             |
| Escocia (Official Charts Company)  | 79             |
| Eslovaquia (Radio Top 100)         | 48             |
| Estados Unidos (Billboard Hot 100) | 92             |
| Irlanda (IRMA)                     | 11             |
| Nueva Zelanda Hot Singles (RMNZ)   | 2              |
| Países Bajos (Single Top 100)      | 85             |
| Reino Unido (UK Singles Chart)     | 86             |
| República Checa (Rádio Top 100)    | 45             |

## Certificaciones
| País (organismo certificador) | Certificación | Unidades certificadas |
| ----------------------------- | ------------- | --------------------- |
| Australia (ARIA)              | Oro           | 35 000                |